# Геологический музей Узбекистана
Геологический музей Узбекистана — музей в Ташкенте, научно-исследовательский и учебный центр Государственного комитета Республики Узбекистан по геологии и минеральным ресурсам.

## История
Геологический музей был основан в Ташкенте в 1926 году по инициативе Государственного комитета Республики Узбекистан по геологии и минеральным ресурсам.

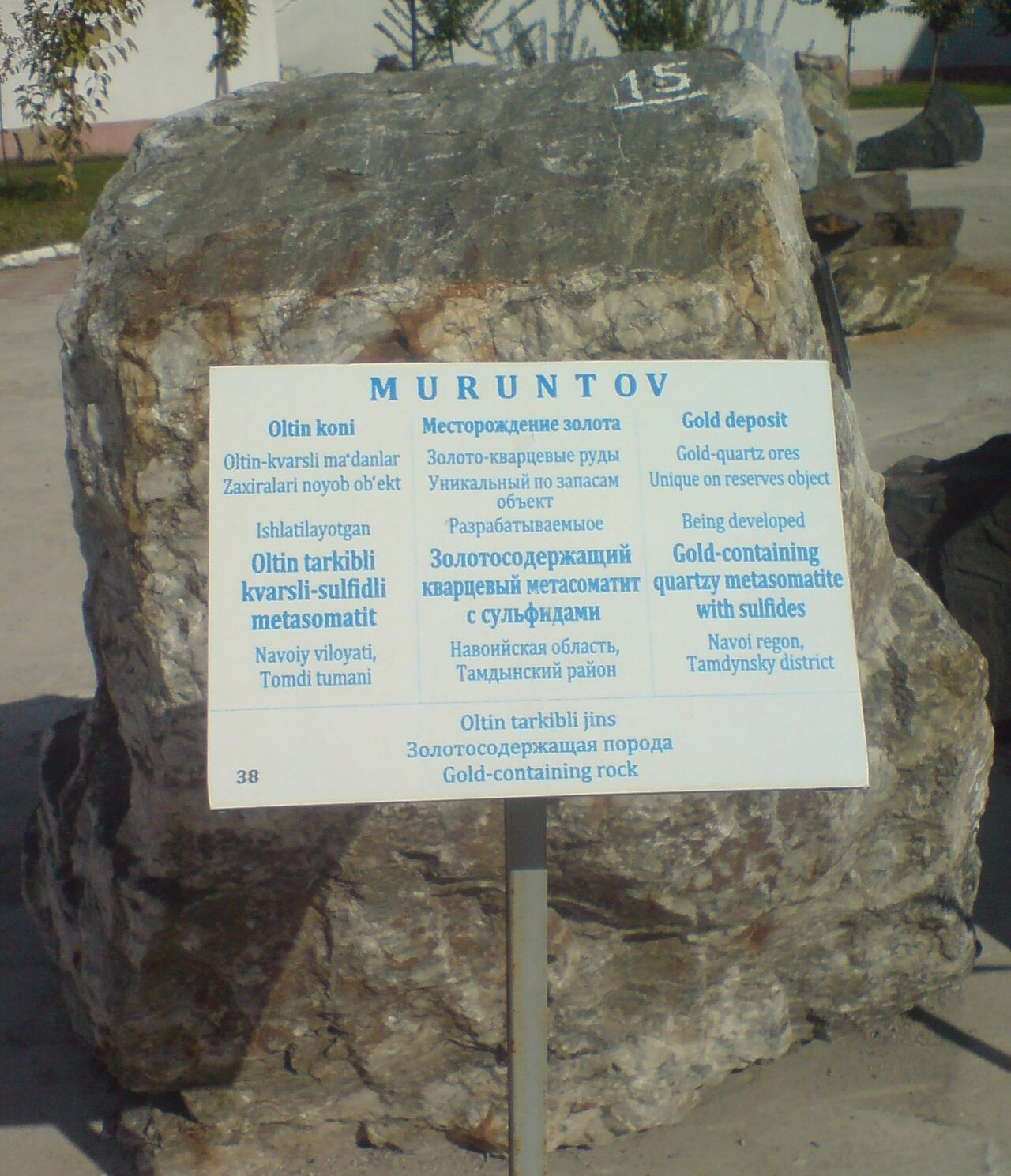
Золотосодержащая порода (золотосодержащий кварцевый метасоматит с сульфидами) Мурунтау
Экспонат Геологического парка
Музея геологии в Ташкенте

## Экспозиция
В экспозиции музея находится более 32000 экспонатов, связанных с современными направлениями геологии. В музее представлены разнообразные минералы, драгоценные камни, металлы, археологические и палеонтологические находки. Музей состоит из 12 залов, в которых освещаются следующие темы:
- Минералогия;
- История геологии Узбекистана;
- Палеонтология;
- Древняя горная промышленность;
- Геологические исследования Китабского заповедника

## Деятельность музея
Проведение ознакомительных школьных экскурсий, чтение лекций в целях повышения квалификации геологов. Музей знакомит с достижениями Узбекистана в геологоразведке, а также популяризирует геологию среди населения страны.